# Charleston Open
El torneig de Charleston, actualment conegut com a Credit One Charleston Open, és una competició tennística professional que es disputa sobre terra batuda verda al Family Circle Tennis Center de Charleston, Carolina del Sud, Estats Units. Pertany als Premier Tournaments del circuit WTA femení.
El torneig es va crear l'any 1973 i es va disputar en el complex Sea Pines Plantation de Hilton Head Island fins a l'any 2000 a excepció dels anys 1975 i 1976 que es va celebrar a Amelia Island. Des del 2001 se celebra a l'emplaçament actual de Charleston.
La tennista local Chris Evert manté el rècord individual amb vuit títols, mentre Martina Navrátilová va aconseguir quatre títols individuals i set de dobles, tots amb una parella diferent.
Ha tingut altres noms com Family Circle Cup, Volvo Car Open o Credit One Charleston Open.

## Palmarès

### Individual femení
| Localitat          | Any         | Campiona                                          | Finalista                                         | Resultat                                          |
| Charleston         |             |                                                   |                                                   |                                                   |
| ------------------ | ----------- | ------------------------------------------------- | ------------------------------------------------- | ------------------------------------------------- |
| Charleston         | WTA 500     |                                                   |                                                   |                                                   |
| Charleston         | 2025        | Jessica Pegula                                    | Sofia Kenin                                       | 6−3, 7−5                                          |
| Charleston         | 2024        | Danielle Collins                                  | Dària Kassàtkina                                  | 6−2, 6−1                                          |
| Charleston         | 2023        | Ons Jabeur                                        | Belinda Bencic                                    | 7−6(6), 6−4                                       |
| Charleston         | 2022        | Belinda Bencic                                    | Ons Jabeur                                        | 6−1, 5−7, 6−4                                     |
| Charleston         | 2021        | Veronika Kudermétova                              | Danka Kovinić                                     | 6−4, 6−2                                          |
| Charleston         | WTA Premier |                                                   |                                                   |                                                   |
| Charleston         | 2020        | Torneig suspès a causa de la pandèmia de COVID-19 | Torneig suspès a causa de la pandèmia de COVID-19 | Torneig suspès a causa de la pandèmia de COVID-19 |
| Charleston         | 2019        | Madison Keys                                      | Caroline Wozniacki                                | 7−6(5), 6−3                                       |
| Charleston         | 2018        | Kiki Bertens                                      | Julia Görges                                      | 6−2, 6−1                                          |
| Charleston         | 2017        | Dària Kassàtkina                                  | Jeļena Ostapenko                                  | 6−3, 6−1                                          |
| Charleston         | 2016        | Sloane Stephens                                   | Ielena Vesninà                                    | 7−6(4), 6−2                                       |
| Charleston         | 2015        | Angelique Kerber                                  | Madison Keys                                      | 6−2, 4−6, 7−5                                     |
| Charleston         | 2014        | Andrea Petkovic                                   | Jana Čepelová                                     | 7−5, 6−2                                          |
| Charleston         | 2013        | Serena Williams (3)                               | Jelena Janković                                   | 3−6, 6−0, 6−2                                     |
| Charleston         | 2012        | Serena Williams                                   | Lucie Šafářová                                    | 6−0, 6−1                                          |
| Charleston         | 2011        | Caroline Wozniacki                                | Ielena Vesninà                                    | 6−2, 6−3                                          |
| Charleston         | 2010        | Samantha Stosur                                   | Vera Zvonariova                                   | 6−0, 6−3                                          |
| Charleston         | 2009        | Sabine Lisicki                                    | Caroline Wozniacki                                | 6−2, 6−4                                          |
| Charleston         | WTA Tier I  |                                                   |                                                   |                                                   |
| Charleston         | 2008        | Serena Williams                                   | Vera Zvonariova                                   | 6−4, 3−6, 6−3                                     |
| Charleston         | 2007        | Jelena Janković                                   | Dinara Safina                                     | 6−2, 6−2                                          |
| Charleston         | 2006        | Nàdia Petrova                                     | Patty Schnyder                                    | 6−3, 4−6, 6−1                                     |
| Charleston         | 2005        | Justine Henin-Hardenne (2)                        | Ielena Deméntieva                                 | 7−5, 6−4                                          |
| Charleston         | 2004        | Venus Williams                                    | Conchita Martínez                                 | 2−6, 6−2, 6−1                                     |
| Charleston         | 2003        | Justine Henin-Hardenne                            | Serena Williams                                   | 6−3, 6−4                                          |
| Charleston         | 2002        | Iva Majoli                                        | Patty Schnyder                                    | 7−6(5), 6−4                                       |
| Charleston         | 2001        | Jennifer Capriati                                 | Martina Hingis                                    | 6−0, 4−6, 6−4                                     |
| Hilton Head Island | 2000        | Mary Pierce                                       | Arantxa Sánchez Vicario                           | 6−1, 6−0                                          |
| Hilton Head Island | 1999        | Martina Hingis (2)                                | Anna Kúrnikova                                    | 6−4, 6−3                                          |
| Hilton Head Island | 1998        | Amanda Coetzer                                    | Irina Spîrlea                                     | 6−3, 6−4                                          |
| Hilton Head Island | 1997        | Martina Hingis                                    | Monica Seles                                      | 3−6, 6−3, 7−6(5)                                  |
| Hilton Head Island | 1996        | Arantxa Sánchez Vicario                           | Barbara Paulus                                    | 6−2, 2−6, 6−2                                     |
| Hilton Head Island | 1995        | Conchita Martínez (2)                             | Magdalena Maleeva                                 | 6−1, 6−1                                          |
| Hilton Head Island | 1994        | Conchita Martínez                                 | Natasha Zvereva                                   | 6−4, 6−0                                          |
| Hilton Head Island | 1993        | Steffi Graf (4)                                   | Arantxa Sánchez Vicario                           | 7−6(8), 6−1                                       |
| Hilton Head Island | 1992        | Gabriela Sabatini (2)                             | Conchita Martínez                                 | 6−1, 6−4                                          |
| Hilton Head Island | 1991        | Gabriela Sabatini                                 | Leila Meskhi                                      | 6−1, 6−1                                          |
| Hilton Head Island | 1990        | Martina Navrátilová (4)                           | Jennifer Capriati                                 | 6−2, 6−4                                          |
| Hilton Head Island | WTA Tier II |                                                   |                                                   |                                                   |
| Hilton Head Island | 1989        | Steffi Graf                                       | Natalia Zvereva                                   | 6−1, 6−1                                          |
| Hilton Head Island | 1988        | Martina Navrátilová                               | Gabriela Sabatini                                 | 6−1, 4−6, 6−4                                     |
| Hilton Head Island | 1987        | Steffi Graf                                       | Manuela Maleeva-Fragniere                         | 6−2, 4−6, 6−3                                     |
| Hilton Head Island | 1986        | Steffi Graf                                       | Chris Evert                                       | 6−4, 7−5                                          |
| Hilton Head Island | 1985        | Chris Evert (8)                                   | Gabriela Sabatini                                 | 6−4, 6−0                                          |
| Hilton Head Island | 1984        | Chris Evert                                       | Claudia Kohde-Kilsch                              | 6−2, 6−3                                          |
| Hilton Head Island | 1983        | Martina Navrátilová                               | Tracy Austin                                      | 5−7, 6−1, 6−0                                     |
| Hilton Head Island | 1982        | Martina Navrátilová                               | Andrea Jaeger                                     | 6−4, 6−2                                          |
| Hilton Head Island | 1981        | Chris Evert                                       | Pam Shriver                                       | 6−3, 6−2                                          |
| Hilton Head Island | 1980        | Tracy Austin (2)                                  | Regina Maršíková                                  | 3−6, 6−1, 6−0                                     |
| Hilton Head Island | 1979        | Tracy Austin                                      | Kerry Melville Reid                               | 7−6(3), 7−6(7)                                    |
| Hilton Head Island | 1978        | Chris Evert                                       | Kerry Melville Reid                               | 6−2, 6−0                                          |
| Hilton Head Island | 1977        | Chris Evert                                       | Billie Jean King                                  | 6−0, 6−1                                          |
| Amelia Island      | 1976        | Chris Evert                                       | Kerry Melville Reid                               | 6−2, 6−2                                          |
| Amelia Island      | 1975        | Chris Evert                                       | Martina Navrátilová                               | 7−5, 6−4                                          |
| Hilton Head Island | 1974        | Chris Evert                                       | Kerry Melville Reid                               | 6−1, 6−3                                          |
| Hilton Head Island | 1973        | Rosemary Casals                                   | Nancy Richey Gunter                               | 3−6, 6−1, 7−5                                     |

### Dobles femenins
| Any         | Campiones                                         | Finalistes                                        | Resultat                                          |
| ----------- | ------------------------------------------------- | ------------------------------------------------- | ------------------------------------------------- |
| WTA 500     |                                                   |                                                   |                                                   |
| 2025        | Jeļena Ostapenko Erin Routliffe                   | Caroline Dolehide Desirae Krawczyk                | 6−4, 6−2                                          |
| 2024        | Ashlyn Krueger Sloane Stephens                    | Liudmila Kitxenok Nadiia Kitxenok                 | 1−6, 6−3, [10−7]                                  |
| 2023        | Danielle Collins Desirae Krawczyk                 | Giuliana Olmos Ena Shibahara                      | 0−6, 6−4, [14−12]                                 |
| 2022        | Andreja Klepač Magda Linette                      | Lucie Hradecká Sania Mirza                        | 6−2, 4−6, [10−7]                                  |
| 2021        | Nicole Melichar Demi Schuurs                      | Marie Bouzková Lucie Hradecká                     | 6−2, 6−4                                          |
| WTA Premier |                                                   |                                                   |                                                   |
| 2020        | Torneig suspès a causa de la pandèmia de COVID-19 | Torneig suspès a causa de la pandèmia de COVID-19 | Torneig suspès a causa de la pandèmia de COVID-19 |
| 2019        | Anna-Lena Grönefeld Alicja Rosolska               | Irina Khromacheva Veronika Kudermétova            | 7−6(7), 6−2                                       |
| 2018        | Al·la Kudriàvtseva Katarina Srebotnik             | Andreja Klepač María José Martínez Sánchez        | 6−3, 6−3                                          |
| 2017        | Bethanie Mattek-Sands Lucie Šafářová              | Lucie Hradecká Kateřina Siniaková                 | 6−1, 4−6, [10−7]                                  |
| 2016        | Caroline Garcia Kristina Mladenovic               | Bethanie Mattek-Sands Lucie Šafářová              | 6−2, 7−5                                          |
| 2015        | Martina Hingis Sania Mirza                        | Casey Dellacqua Darija Jurak                      | 6−0, 6−4                                          |
| 2014        | Anabel Medina Garrigues Iaroslava Xvédova         | Chan Hao-ching Chan Yung-jan                      | 7−6(4), 6−2                                       |
| 2013        | Kristina Mladenovic Lucie Šafářová                | Andrea Hlaváčková Liezel Huber                    | 6−3, 7−6(6)                                       |
| 2012        | Anastassia Pavliutxénkova Lucie Šafářová          | Anabel Medina Garrigues Iaroslava Xvédova         | 5−7, 6−4, [10−6]                                  |
| 2011        | Sania Mirza Ielena Vesninà                        | Bethanie Mattek-Sands Meghann Shaughnessy         | 6−4, 6−4                                          |
| 2010        | Liezel Huber Nàdia Petrova                        | Vania King Michaëlla Krajicek                     | 6−3, 6−4                                          |
| 2009        | Bethanie Mattek-Sands Nàdia Petrova               | Liga Dekmeijere Patty Schnyder                    | 6−7(5), 6−2, [11−9]                               |
| WTA Tier I  |                                                   |                                                   |                                                   |
| 2008        | Katarina Srebotnik Ai Sugiyama                    | Edina Gallovits Olga Govortsova                   | 6−2, 6−2                                          |
| 2007        | Yan Zi Zheng Jie                                  | Peng Shuai Sun Tiantian                           | 7−5, 6−0                                          |
| 2006        | Lisa Raymond Samantha Stosur                      | Virginia Ruano Pascual Meghann Shaughnessy        | 3−6, 6−1, 6−1                                     |
| 2005        | Conchita Martínez Virginia Ruano Pascual          | Iveta Benesova Květa Hrdličková-Peschke           | 6−1, 6−4                                          |
| 2004        | Virginia Ruano Pascual Paola Suárez (3)           | Martina Navrátilová Lisa Raymond                  | 6−4, 6−1                                          |
| 2003        | Virginia Ruano Pascual Paola Suárez               | Janette Husárová Conchita Martínez                | 6−0, 6−3                                          |
| 2002        | Lisa Raymond Rennae Stubbs (2)                    | Alexandra Fusai Caroline Vis                      | 6−4, 3−6, 7−6(4)                                  |
| 2001        | Lisa Raymond Rennae Stubbs                        | Virginia Ruano Pascual Paola Suárez               | 5−7, 7−6(5), 6−3                                  |
| 2000        | Virginia Ruano Pascual Paola Suárez               | Conchita Martínez Patricia Tarabini               | 7−5, 6−3                                          |
| 1999        | Jana Novotná Elena Likhovtseva                    | Barbara Schett Patty Schnyder                     | 6−1, 6−4                                          |
| 1998        | Conchita Martínez Patricia Tarabini               | Lisa Raymond Rennae Stubbs                        | 3−6, 6−4, 6−4                                     |
| 1997        | Mary Joe Fernández Martina Hingis                 | Lindsay Davenport Jana Novotná                    | 7−5, 4−6, 6−1                                     |
| 1996        | Jana Novotná Arantxa Sánchez Vicario              | Gigi Fernández Mary Joe Fernández                 | 6−2, 6−3                                          |
| 1995        | Nicole Arendt Manon Bollegraf                     | Gigi Fernández Natasha Zvereva                    | 0−6, 6−3, 6−4                                     |
| 1994        | Lori McNeil Arantxa Sánchez Vicario               | Gigi Fernández Natasha Zvereva                    | 6−4, 4−1, retirada                                |
| 1993        | Gigi Fernández Natalia Zvereva                    | Katrina Adams Manon Bollegraf                     | 6−3, 6−1                                          |
| 1992        | Arantxa Sánchez Vicario Natalia Zvereva           | Larisa Savchenko-Neiland Jana Novotná             | 6−4, 6−2                                          |
| 1991        | Claudia Kohde-Kilsch Natalia Zvereva              | Mary Lou Daniels Lise Gregory                     | 6−4, 6−0                                          |
| 1990        | Martina Navrátilová Arantxa Sánchez Vicario       | Mercedes Paz Natalia Zvereva                      | 6−2, 6−2                                          |
| WTA Tier II |                                                   |                                                   |                                                   |
| 1989        | Hana Mandlíková Martina Navrátilová               | Mary Lou Daniels Wendy White                      | 6−4, 6−1                                          |
| 1988        | Lori McNeil Martina Navrátilová                   | Claudia Kohde-Kilsch Gabriela Sabatini            | 6−2, 2−6, 6−3                                     |
| 1987        | Mercedes Paz Eva Pfaff                            | Zina Garrison Jackson Lori McNeil                 | 7−6(6), 7−5                                       |
| 1986        | Chris Evert Anne White                            | Steffi Graf Catherine Tanvier                     | 6−3, 6−3                                          |
| 1985        | Rosalyn Fairbank Pam Shriver                      | Svetlana Parkhomenko Larisa Savchenko             | 6−4, 6−1                                          |
| 1984        | Claudia Kohde-Kilsch Hana Mandlíková              | Anne Hobbs Sharon Walsh                           | 7−5, 6−2                                          |
| 1983        | Martina Navrátilová Candy Reynolds                | Andrea Jaeger Paula Smith                         | 6−2, 6−3                                          |
| 1982        | Martina Navrátilová Pam Shriver                   | JoAnne Russell Virginia Ruzici                    | 6−1, 6−2                                          |
| 1981        | Rosemary Casals Wendy Turnbull                    | Mima Jaušovec Pam Shriver                         | 7−5, 7−5                                          |
| 1980        | Kathy Jordan Anne Smith                           | Candy Reynolds Paula Smith                        | 6−2, 6−1                                          |
| 1979        | Rosemary Casals Martina Navrátilová               | Françoise Durr Betty Stöve                        | 6−4, 7−5                                          |
| 1978        | Billie Jean King Martina Navrátilová              | Mona Anne Schallau-Guerrant Greer Stevens         | 6−3, 7−5                                          |
| 1977        | Rosemary Casals Chris Evert                       | Françoise Durr Virginia Wade                      | 1−6, 6−2, 6−3                                     |
| 1976        | Ilana Kloss Linky Boshoff                         | Kathy Kuykendall Valerie Ziegenfuss               | 6−3, 6−2                                          |
| 1975        | Evonne Goolagong Cawley Virginia Wade             | Rosemary Casals Olga Morozova                     | 4−6, 6−4, 6−2                                     |
| 1974        | Rosemary Casals Olga Morozova                     | Helen Gourlay Cawley Karen Krantzcke              | 6−2, 6−1                                          |
| 1973        | Françoise Durr Betty Stöve                        | Rosemary Casals Billie Jean King                  | 3−6, 6−4, 6−3                                     |